# Höllenberg (Falkensteiner Vorwald)
Der Höllenberg ist eine 580 m ü. NHN hohe Erhebung im Falkensteiner Vorwald, einem Teil des Bayerischen Waldes, im Landkreis Straubing-Bogen auf dem Gebiet der Gemeinden Haselbach und Neukirchen. Der höchste Punkt befindet sich auf dem Gebiet der Gemeinde Neukirchen, nahe dem Ortsteil Oberkogl, drei Kilometer Luftlinie nordwestlich des Ortskerns von Neukirchen. Am westlichen Hang liegen die Haselbacher Ortsteile Höllberg, Höllhaus und im Tal Höllgrub. Am Osthang entspringt der Höllbach und fließt über den Nordhang nach Westen in den Buchetbach.